# William Edward Kilburn
William Edward Kilburn est un photographe britannique né le 28 novembre 1818 à Londres et décédé le 11 décembre 1891 dans la même ville. Il est notable pour ses photographies de la famille royale britannique.

## Carrière

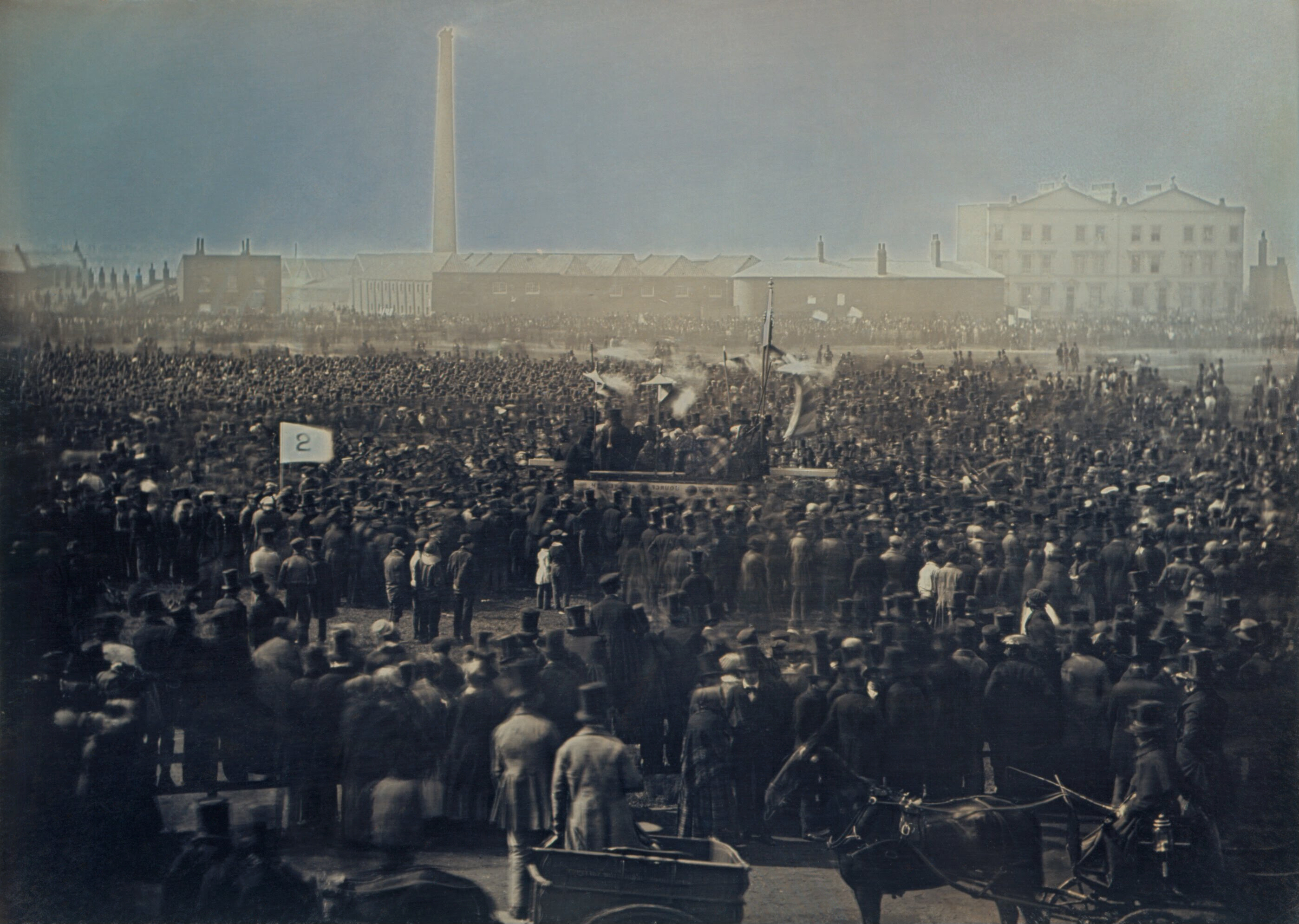
Le grand rassemblement chartiste à Kennington Common, en 1848.

William Edward Kilburn a photographié le grand rassemblement chartiste à Kennington Common le 10 avril 1848, il s'agit de l'une des premières photographies d'une grande scène de foule. Cette photographie a été redécouverte dans la collection royale britannique dans les années 1980 après avoir été considérée comme perdue.

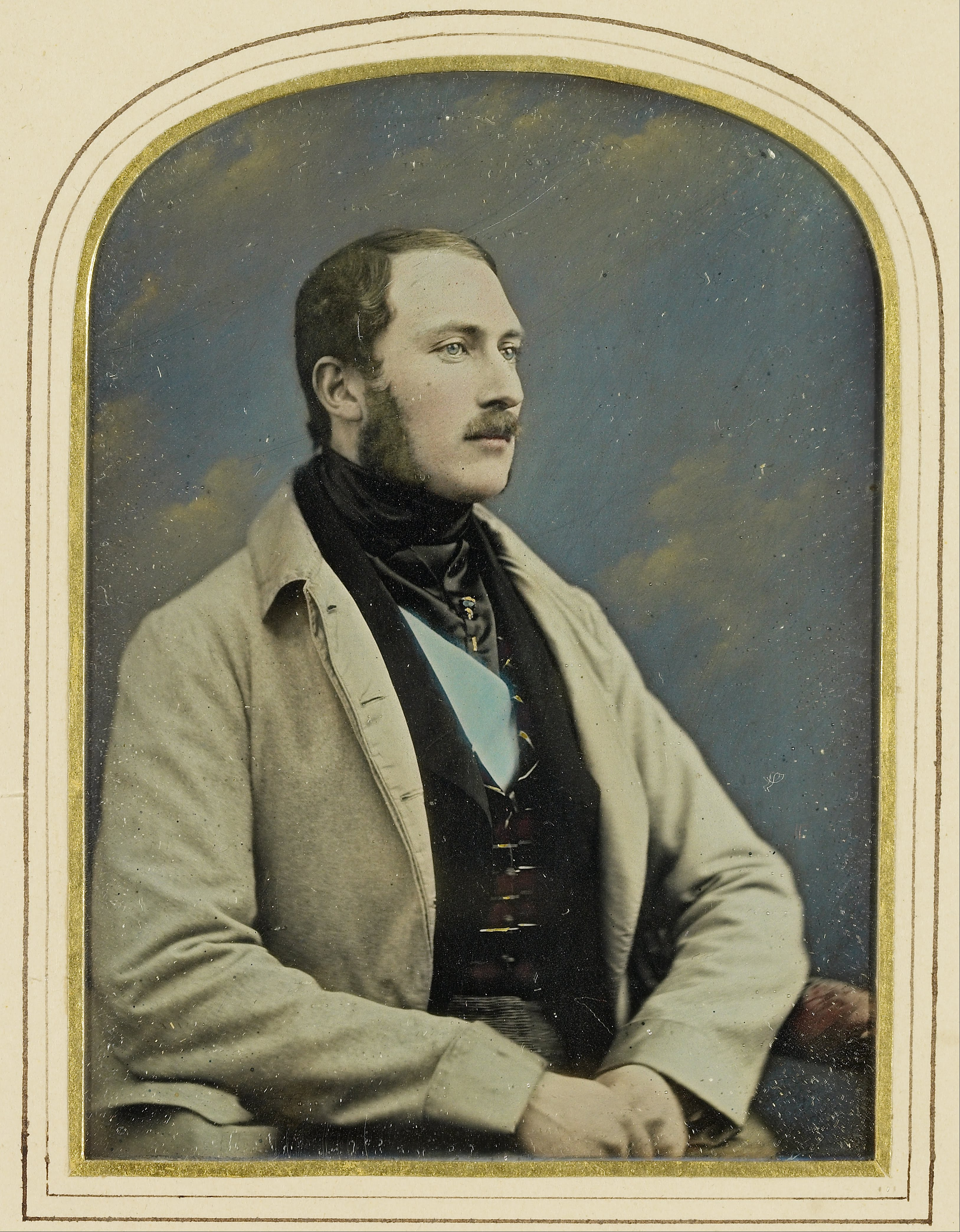
Portrait du prince Albert, réalisé par Kilburn en 1848.

 Les photographies de l'événement prises par Kilburn ont été appréciées par le prince Albert et il décide de le nommer « photographe de Sa Majesté et de Son Altesse Royale le prince Albert ». Il réalise ainsi les premiers portraits daguerréotypiques de la reine Victoria et de sa famille en avril 1847.
Le studio de Kilburn était situé à 234 Regent Street, où il réalisait principalement des daguerréotypes.